# Margaret Roach
Pour les articles homonymes, voir Roach.
Margaret Roach, née le 15 mars 1921 à Los Angeles et morte le 22 novembre 1964 dans le Nevada, est une actrice américaine active dans les années 1930 et 1940.

## Biographie
Elle est la fille du producteur et réalisateur Hal Roach et de  Marguerite Nichols, la sœur du producteur Hal Roach Jr.. Dans sa jeunesse elle passe trois années en Suisse où elle prend des cours de chant pour devenir chanteuse d'opéra. Elle revient à Hollywood à l'âge de 17 ans et commence à chanter dans des nightclubs. Elle acquiert de l'expérience dans une troupe de théâtre et obtient de petits rôles au cinéma.
Elle se marie une première fois en 1942 et divorce deux ans plus tard, puis se remarie avec l'acteur Robert Livingston entre 1947 et 1951, avec qui elle a un fils né en 1949, l'acteur et écrivain Addison Randall.
Elle meurt en 1964 d'une cirrhose du foie due à un alcoolisme chronique.

## Filmographie
- 1938 : Les montagnards sont là (Swiss Miss) : une danseuse et chanteuse[3].
- 1939 : Deuxième à gauche (All Women Have Secrets) : Betty
- 1939 : Mon mari court encore (Fast and Furious) : Emmy Lou
- 1940 : Riders from Nowhere  : Marian Adams
- 1940 : Changeons de sexe (Turnabout) de Hal Roach : Dixie Gale
- 1941 : Niagara Falls : Honeymooner
- 1941 : Histoire de fous (Road Show)
- 1942 : A-Haunting We Will Go
- 1948 : Test Tube Babies
- 1949 : The Devil's Sleep